# Aeropuerto Internacional Ngurah Rai
El Aeropuerto Internacional de Denpasar-Ngurah Rai es uno de los más importantes de Indonesia. Además de vuelos nacionales, opera con todo el sudeste asiático, Australia, China, Japón, Rusia, entre otros. Alrededor de 7.5 millones de pasajeros lo transitan al año.

## Aerolíneas y destinos
Este es listado de las aerolíneas que operan en el aeropuerto:
| Aerolíneas                 | Destinos |
| -------------------------- | --- |
| Aero Dili                  | Dili |
| AirAsia                    | Kuala Lumpur–Internacional |
| AirAsia X                  | Kuala Lumpur–Internacional |
| Air New Zealand            | Estacional: Auckland |
| Batik Air                  | Adelaida, Balikpapan, Bangkok–Don Mueang, Canberra (inicia 13 de junio de 2024), Yakarta–Halim Perdanakusuma, Yakarta–Soekarno-Hatta, Labuan Bajo, Makassar, Perth, Singapur                                               |
| Batik Air Malaysia         | Brisbane, Kuala Lumpur–Internacional, Melbourne, Perth, Sídney |
| Cathay Pacific             | Hong Kong |
| Cebu Pacific               | Manila |
| China Airlines             | Taipéi–Taoyuan |
| China Eastern Airlines     | Shanghái–Pudong |
| China Southern Airlines    | Guangzhou |
| Citilink                   | Balikpapan, Bandung–Kertajati, Dili, Yakarta–Halim Perdanakusuma, Yakarta–Soekarno-Hatta, Labuan Bajo, Lombok, Makassar, Perth, Port Moresby, Surabaya, Tambolaka                                                          |
| Emirates                   | Dubái–Internacional |
| EVA Air                    | Taipéi–Taoyuan |
| Garuda Indonesia           | Yakarta–Soekarno-Hatta, Labuan Bajo, Makassar, Melbourne, Seúl–Incheon, Singapur, Sorong, Surabaya, Sídney, Tokio–Narita, Yogyakarta–International                                                                         |
| Hong Kong Airlines         | Hong Kong |
| IndiGo                     | Bangalore (inicia 29 de marzo de 2024) |
| Indonesia AirAsia          | Balikpapan, Bandar Lampung, Bandung–Kertajati, Bangkok–Don Mueang, Banjarmasin, Yakarta–Soekarno-Hatta, Kuala Lumpur–Internacional, Kupang, Labuan Bajo, Lombok, Perth, Singapur, Solo, Surabaya, Yogyakarta–International |
| Jetstar                    | Adelaida, Brisbane, Cairns, Darwin, Melbourne, Perth, Sídney |
| Juneyao Air                | Shanghái–Pudong |
| KLM                        | Ámsterdam, Singapur |
| Korean Air                 | Seúl–Incheon |
| Lion Air                   | Balikpapan, Banjarmasin, Kupang, Makassar, Manado, Semarang, Solo, Surabaya, Yogyakarta–International |
| Malaysia Airlines          | Kuala Lumpur–Internacional |
| NAM Air                    | Yakarta–Soekarno-Hatta, Tambolaka |
| Pelita Air                 | Yakarta–Soekarno-Hatta |
| Philippine Airlines        | Manila |
| Qantas                     | Melbourne, Sídney |
| Qatar Airways              | Doha |
| Scoot                      | Singapur |
| Singapore Airlines         | Singapur |
| Sriwijaya Air              | Makassar Chárter: Fuzhou, Hangzhou |
| Super Air Jet              | Bandung–Kertajati, Yakarta–Soekarno-Hatta, Makassar, Medan, Solo, Surabaya |
| Thai AirAsia               | Bangkok–Don Mueang |
| Thai Airways International | Bangkok–Suvarnabhumi |
| TransNusa                  | Yakarta–Soekarno-Hatta, Manado (inicia 2 de abril de 2024) |
| Turkish Airlines           | Estambul |
| VietJet Air                | Hanoi, Ho Chi Minh City |
| Virgin Australia           | Adelaida, Brisbane, Gold Coast, Melbourne, Sídney |
| Vistara                    | Delhi |
| Wings Air                  | Bima, Lombok, Tambolaka, Waingapu |
| XiamenAir                  | Fuzhou, Xiamen |

1. ↑  Aeropuerto de Denpasar - Wikipedia Inglesa.
2. ↑  «Aeropuerto de Denpasar - Aeropuertos del Mundo». Archivado desde el original el 22 de septiembre de 2010. Consultado el 2 de agosto de 2010.
3. ↑  Aerolíneas y destinos - Mundocity
4. ↑  «Air New Zealand resumes non-stop flights to Bali». One News. Consultado el 1 de noviembre de 2022.
5. ↑  «Batik Air Buka Rute Baru Bali-Adelaide PP, Terbang Mulai 10 November 2023». Kumparan (en indonesian). Consultado el 8 de noviembre de 2023.
6. ↑  «Batik Air Buka Rute Baru Langsung Balikpapan - Bali PP, Terbang Perdana 24 Januari 2024». maduraindepth.com. Consultado el 15 de enero de 2024.
7. ↑  «Batik Air Adds Denpasar – Bangkok Flights in 1Q23». Aeroroutes. Consultado el 20 de diciembre de 2022.
8. ↑  «Second airline to resume international flights from Canberra after pandemic, this time to Bali». Australian Broadcasting Corporation. Consultado el 2 de febrero de 2024.
9. 1 2  «Default». agent.lionair.co.id.
10. ↑  «Batik Air Buka Rute Baru Langsung Makassar - Bali PP, Terbang Perdana 11 Januari 2024». bisnis.tempo.co. Consultado el 25 de diciembre de 2023.
11. ↑  «Batik Air to launch Bali-Singapore service from Apr-2023». CAPA. 28 de febrero de 2023.
12. ↑  «Batik Air Malaysia connects Bali with Melbourne with pre-pandemic normal back on the horizon». The Bali Times. Consultado el 1 de julio de 2022.
13. ↑  «China Airlines Plans Taipei – Denpasar Service Resumption in Sep 2022». Aeroroutes. Consultado el 1 de julio de 2022.
14. ↑  «Mainland Chinese Carriers NS23 International / Regional Network – 14MAY23». Aeroroutes. Consultado el 16 de mayo de 2023.
15. ↑  «Explore Papua New Guinea's Biodiversity and Culture». Citilink. Consultado el 25 de junio de 2023.
16. ↑  «Garuda Indonesia Reopens Makassar-Denpasar Flights». Tempo.co. Consultado el 12 de noviembre de 2022.
17. ↑  «Garuda Indonesia Current Flight Schedule between Australian and Indonesia». Garuda Indonesia. 1 de noviembre de 2022. Consultado el 1 de noviembre de 2022.
18. ↑  Widodo, Wahyu Setyo. «Mulai 4 Desember, Garuda Indonesia Terbang Langsung dari Bali ke Korsel». detikTravel (en indonesio). Consultado el 28 de noviembre de 2022.
19. ↑  Christy Hosana, Francisca (4 de julio de 2022). «Bali Opens Two International Flights from Philippines, Singapore». Tempo.co (Jakarta). Consultado el 7 de julio de 2022.
20. ↑  «Garuda Indonesia (GIAA) Buka Rute Denpasar-Sorong Mulai 24 de noviembre de 2023» (en indonesian). Bisinis.com. Consultado el 9 de noviembre de 2023.
21. ↑  Rahayu, Juwita Trisna (11 de octubre de 2022). «Garuda Indonesia resumes Tokyo–Denpasar flights starting 1 de noviembre de» (en indonesio). Jakarta. Antara.
22. ↑  «IndiGo Adds Bangalore – Denpasar Service in NS24». AeroRoutes (en inglés canadiense). Consultado el 21 de febrero de 2024.
23. ↑  «Indonesia AirAsia Buka Rute Bali-Lampung PP, Cek Jadwalnya». kompas.com. 18 de noviembre de 2023.
24. ↑  «Indonesia AirAsia Layani Penerbangan Langsung Rute Domestik Banjarmasin ke Denpasar Mulai 1 Oktober 2023». newsroom. airasia.com. Consultado el 7 de septiembre de 2023.
25. ↑  «AirAsia Buka Rute Bali-Kupang Terbang Perdana 16 Desember 2023». newsroom. flores.tribunnews.com. Consultado el 10 de noviembre de 2023.
26. ↑  «Juneyao Airlines Moves Denpasar Launch to late-Jan 2024». Aeroroutes. Consultado el 18 de diciembre de 2023.
27. ↑  Ámsterdam es continuación del vuelo a Singapur con el mismo número
28. ↑  «Lion Air Buka Rute Baru Banjarmasin-Bali PP Mulai 24 November, Ini Jadwalnya». newsroom. kumparan.com. Consultado el 8 de noviembre de 2023.
29. ↑  Manado es continuación del vuelo a Makassar con el mismo número
30. 1 2  «Super Air Jet Buka Rute Baru Langsung dari Makassar dan Solo ke Bali». Tempo (en indonesio). 14 de enero de 2024. Consultado el 14 de enero de 2024.
31. ↑  Medan es continuación del vuelo a Bandung-Kertajati con el mismo número
32. ↑  https://www.tiket.com/pesawat/search?d=DPS&a=MDC&date=2024-04-02&adult=1&child=0&infant=0&class=economy&dType=AIRPORT&aType=AIRPORT&dLabel=Denpasar-Bali&aLabel=Manado&type=depart&flexiFare=true&sort=shortestDuration
33. ↑  «Virgin Australia relaunches Adelaide-Bali route from de diciembre de with return flights from $399». Karryon Travel. 21 de septiembre de 2022. Consultado el 21 de septiembre de 2022.
34. ↑  «Virgin Australia retires three planes and routes after business review». www.9news.com.au.
35. ↑  «Vistara to launch flights to Bali from de diciembre de». JetArena. Consultado el 20 de octubre de 2023.